# Amaracarpus cuneifolius
Amaracarpus cuneifolius är en måreväxtart som beskrevs av Theodoric Valeton. Amaracarpus cuneifolius ingår i släktet Amaracarpus och familjen måreväxter. Inga underarter finns listade i Catalogue of Life.